# مرکز ملی سنجش صلاحیت حرفه‌ای رسانه
مرکز ملی سنجش صلاحیت حرفه‌ای رسانه طبق قانون جامع آموزش و تربیت فنی و حرفه‌ای و مهارتی مصوب سال ۱۳۹۶ مجلس شورای اسلامی، هر سازمان و دستگاه اعم از دولتی و غیردولتی بایستی مرکز سنجش صلاحیت حرفه‌ای مرتبط با حوزه کاری خود، زیر نظر شورای عالی آموزش و تربیت فنی، حرفه‌ای و مهارتی را تأسیس نماید. در این خصوص سازمان صداوسیما پیشگام در این موضوع بوده و با رایزنی و مکاتبات لازم، پیگیر ایجاد مرکز ملی سنجش صلاحیت حرفه‌ای رسانه شد  و در اولین گام، طراحی نظام صلاحیت حرفه‌ای رسانه ملی را آغاز کرده و آزمون‌های کتبی-عملکردی را توسط اداره کل سنجش، ارزشیابی و رتبه‌بندی عوامل تولید رسانه، برگزار کرد. دامنه هدف در این مرکز، تمامی عوامل تولید شاغل در رسانه ملی و فعالان این حوزه در سطح کشور می‌باشد.
در حقیقت سازمان صداوسیما به‌عنوان نهادی تخصصی و متولی راهبری صلاحیت حرفه‌ای اصحاب رسانه، مأموریت طراحی و پیاده‌سازی سازوکارهای شناسایی، ارزشیابی و رتبه‌بندی در راستای توسعه دانش، مهارت و توانمندی اصحاب رسانه را به صورت فراسازمانی بر عهده دارد و همچنین ارتقاء صلاحیت حرفه‌ای اصحاب رسانه در کشور، جریانات همسو و جبهه مقاومت در سراسر جهان را دنبال می‌کند. این هدف از دو طریق اعطای: ۱. کارت مهارت عوامل تولید رسانه ۲. گواهینامه صلاحیت حرفه‌ای عوامل تولید رسانه دنبال می‌شود.

## صلاحیت حرفه‌ای
صلاحیت حرفه‌ای همان استانداردسازی نیروی کار است. در همین راستا و به‌منظور به‌کارگیری نیروی انسانی متخصص متناسب با حرفه‌های مختلف در حوزه‌های رسانه، سازمان صداوسیما در مسیر طراحی و استقرار نظام صلاحیت حرفه‌ای، حرکت به سمت غنی‌سازی شغلی و طراحی مسیر ارتقای شغلی را آغاز و اداره کل سنجش، ارزشیابی و رتبه‌بندی عوامل تولید را به‌عنوان متولی سنجش و ارزیابی صلاحیت حرفه‌ای رسانه تعیین نموده‌است. این اداره کل یکی از زیرمجموعه‌های مرکز طرح، برنامه‌وبودجه سازمان صداوسیما می‌باشد.

## اهداف کلی نظام صلاحیت حرفه‌ای اصحاب رسانه
- شناسایی و پرورش استعدادها
- توانمندسازی و گسترش شایستگی حرفه‌ای
- یادگیری مادام‌العمر
- گسترش بازار و فرصت‌های کار
- دسترسی عادلانه به فرصت‌های شغلی رسانه‌ای
- تبلور شایستگی‌ها
- اعتباربخشی جهانی به شایستگی‌های حرفه‌ای
- تقویت تعاملات صنوف رسانه
- انتقال تجربیات کاربستی خبرگان رسانه
- استانداردسازی نرخ و دستمزد عوامل تولید
- توسعه اخلاق حرفه‌ای اصحاب رسانه
- ارتقای کیفیت تولیدات رسانه‌ای

## ذی‌نفعان صلاحیت حرفه‌ای
- اصحاب رسانه متقاضی کارت مهارت
- اصحاب رسانه متقاضی گواهینامه صلاحیت حرفه‌ای
- متقاضیان دریافت مجوز مرکز آموزشی مهارت آموزی رسانه
- متقاضیان دریافت مجوز مرکز ارزیابی شایستگی‌های حرفه‌ای رسانه‌ای
- متقاضیان دریافت مجوز تدریس و مربیگری حرفه‌های رسانه
- متقاضیان دریافت مجوز ارزیابی حوزه رسانه